# Trachylepis comorensis
Trachylepis comorensis (Peters, 1854) è un sauro della famiglia Scincidae, endemico delle isole Comore.

## Distribuzione e habitat
Questa specie è endemica dell'arcipelago delle isole Comore, ove è comune sulle tre principali isole  (Gran Comora, Anjouan, Mohéli) nonché sulle isole Mayotte. È presente, verosimilmente a seguito di introduzione da parte dell'uomo, anche sull'isola di Nosy Tanikely (Madagascar), ove è divenuta una delle specie di rettili più numerose.